# Thao
Ne doit pas être confondu avec Tao (homonymie).

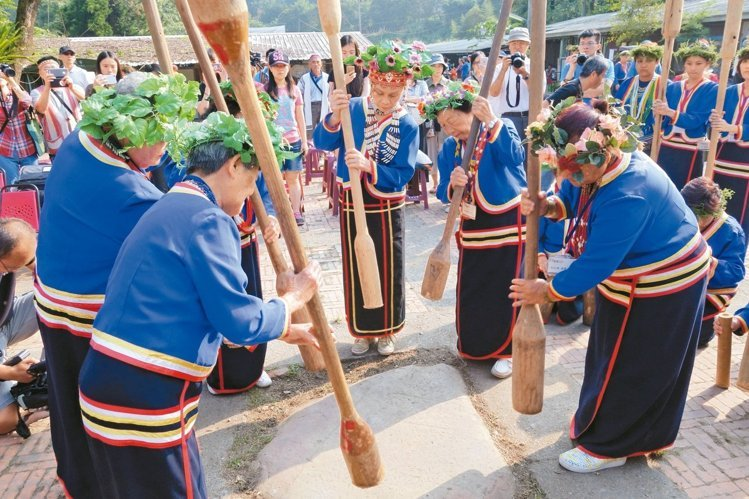

Les Thao (chinois : 邵) sont l'un des peuples aborigènes de Taïwan, officiellement reconnus par la République de Chine. Ils vivent près du lac Candidius (lac du Soleil et de la Lune). Ils parlent le thao, une langue du sous-groupe formosan des langues austronésiennes. Ils sont près de 800 individus.

## Culture

### Vêtements
Le style vestimentaire des Thao est connu pour son utilisation de motifs géométriques et de couleurs comme le marron, le bleu, le gris et le noir. Le dagobun est un vêtement traditionnel thao renommé, fabriqué à partir d'un tissu tricoté avec du fil de lin et de la fourrure de chien.
Les vêtements traditionnels des femmes se composent principalement d'un foulard, d'une blouse à manches, d'un corset, d'une jupe à la taille, d'une ceinture, et d'une couronne de fleurs et de plantes. Le foulard était autrefois en coton noir, mais il est aujourd’hui plus souvent fabriqué en bandes de tissu rouge et noir, avec des paillettes, des perles, et des petites houppettes perlées qui pendent des pattes (devant l’oreille), avec une ceinture attachée à l'arrière de la tête. Le corset est un vêtement d'une pièce qui fait office de jupe et est constitué de deux pièces rectangulaires de coton qui atteignent les genoux et sont attachées en diagonale l'une sur l'autre au-dessus des épaules gauche et droite, puis attachées avec une ceinture.
Les vêtements traditionnels des hommes comprennent un couvre-chef et divers décorations de la tête, un gilet, une jupe, un pantalon et des chaussures en cuir. Ils sont fabriqués en cuir, en lin et en écorce.